# Wentworth (Cambridgeshire)
Wentworth – wieś i civil parish w Anglii, w Cambridgeshire, w dystrykcie East Cambridgeshire. W 2011 civil parish liczyła 200 mieszkańców. Wentworth jest wspomniana w Domesday Book (1086) jako Winteworde.